# 2019-es WEC Silverstone-i 4 órás verseny
| Pályarajz | Pályarajz              | Pályarajz                                         |
| --------- | ---------------------- | ------------------------------------------------- |
|           |                        |                                                   |
| Győztesek |                        |                                                   |
| Kategória | Csapat                 | Versenyzők                                        |
| LMP1      | #7 Toyota Gazoo Racing | Mike Conway Kobajasi Kamui José María López       |
| LMP2      | #42 Cool Racing        | Nicolas Lapierre Antonin Borga                    |
| LMGTE Pro | #91 Porsche GT Team    | Gianmaria Bruni Richard Lietz                     |
| LMGTE Am  | #83 AF Corse           | Emmanuel Collard François Perrodo Nicklas Nielsen |

A 2019-es WEC Silverstone-i 4 órás verseny a Hosszútávú-világbajnokság 2019–20-as szezonjának nyitó futama volt. Változás az előző évekhez képest, hogy 6 óráról, 4 órára rövidült le a versenytáv. A fordulót Mike Conway, Kobajasi Kamui és José María López triója nyerte meg, akik a hibridhajtású Toyota Gazoo Racing csapatának versenyautóját vezették.

## Időmérő
A kategóriák leggyorsabb versenyzői vastaggal vannak kiemelve.
| Poz.  | Kategória | Csapat                      | Átlagidő | Különbség | Rajthely |
| ----- | --------- | --------------------------- | -------- | --------- | -------- |
| 1     | LMP1      | #7 Toyota Gazoo Racing      | 1:36,015 | −         | 1        |
| 2     | LMP1      | #8 Toyota Gazoo Racing      | 1:36,315 | +0,300    | 2        |
| 3     | LMP1      | #1 Rebellion Racing         | 1:36,560 | +0,545    | 3        |
| 4     | LMP1      | #3 Rebellion Racing         | 1:37,024 | +1,009    | 4        |
| 5     | LMP1      | #6 Team LNT                 | 1:37,220 | +1,205    | 5        |
| 6     | LMP1      | #5 Team LNT                 | 1:37,464 | +1,449    | 6        |
| 7     | LMP2      | #29 Racing Team Nederland   | 1:40,948 | +4,933    | 7        |
| 8     | LMP2      | #22 United Autosports       | 1:41,683 | +5,668    | 8        |
| 9     | LMP2      | #37 Jackie Chan DC Racing   | 1:41,976 | +5,961    | 9        |
| 10    | LMP2      | #42 Cool Racing             | 1:42,017 | +6,002    | 10       |
| 11    | LMP2      | #36 Signatech Alpine ELF    | 1:42,216 | +6,201    | 11       |
| 12    | LMP2      | #33 High Class Racing       | 1:42,414 | +6,399    | 12       |
| 13    | LMP2      | #38 Jota Sport              | 1:42,885 | +6,870    | 13       |
| 14    | LMP2      | #47 Cetilar Racing          | 1:43.363 | +7,348    | 14       |
| 15    | LMGTE Pro | #51 AF Corse                | 1:54,171 | +18,156   | 15       |
| 16    | LMGTE Pro | #71 AF Corse                | 1:54,302 | +18,287   | 16       |
| 17    | LMGTE Pro | #97 Aston Martin Racing     | 1:54,992 | +18,977   | 17       |
| 18    | LMGTE Pro | #91 Porsche GT Team         | 1:55,067 | +19,052   | 18       |
| 19    | LMGTE Pro | #95 Aston Martin Racing     | 1:55,149 | +19,134   | 19       |
| 20    | LMGTE Pro | #92 Porsche GT Team         | 1:55,493 | +19,478   | 20       |
| 21    | LMGTE Am  | #90 TF Sport                | 1:56,034 | +20,019   | 21       |
| 22[A] | LMGTE Am  | #56 Team Project 1          | 1:56,371 | +20,356   | 22       |
| 23    | LMGTE Am  | #98 Aston Martin Racing     | 1:56,469 | +20,454   | 23       |
| 24    | LMGTE Am  | #83 AF Corse                | 1:56,489 | +20,474   | 24       |
| 25    | LMGTE Am  | #54 AF Corse                | 1:56,742 | +20,727   | 25       |
| 26    | LMGTE Am  | #77 Dempsey - Proton Racing | 1:57,351 | +21,336   | 26       |
| 27    | LMGTE Am  | #88 Dempsey - Proton Racing | 1:57,507 | +21,492   | 27       |
| 28    | LMGTE Am  | #62 Red River Sport         | 1:57,934 | +21,919   | 28       |
| 29    | LMGTE Am  | #86 Gulf Racing             | 1:58,199 | +22,184   | 29       |
| 30    | LMGTE Am  | #70 MR Racing               | 1:58,336 | +22,321   | 30       |
| 31    | LMGTE Am  | #57 Team Project 1          | −        | −         | 31       |

Megjegyzés:
- ↑ A:  - Az #56-os rajtszámú Team Project 1 versenyautóban talált homologizációs hiba miatt, a Porschet 25,000 eurós pénzbüntetéssel sújtották.[5]

## Verseny
A résztvevőknek legalább a versenytáv 70%-át (90 kört) teljesíteniük kellett ahhoz, hogy az elért eredményüket értékeljék. A kategóriák leggyorsabb versenyzői vastaggal vannak kiemelve.
| Poz. | Kategória | #  | Csapat                | Versenyzők                                              | Kasztni                      | Abroncs | Körök | Idő/Kiesés oka |
| Poz. | Kategória | #  | Csapat                | Versenyzők                                              | Motor                        | Abroncs | Körök | Idő/Kiesés oka |
| ---- | --------- | -- | --------------------- | ------------------------------------------------------- | ---------------------------- | ------- | ----- | -------------- |
| 1    | LMP1      | 7  | Toyota Gazoo Racing   | Mike Conway Kobajasi Kamui José María López             | Toyota TS050 Hybrid          | M       | 129   | 4:00,57.709    |
| 1    | LMP1      | 7  | Toyota Gazoo Racing   | Mike Conway Kobajasi Kamui José María López             | Toyota 2.4L Turbo V6         | M       | 129   | 4:00,57.709    |
| 2    | LMP1      | 8  | Toyota Gazoo Racing   | Sébastien Buemi Nakadzsima Kazuki Brendon Hartley       | Toyota TS050 Hybrid          | M       | 129   | +1,901         |
| 2    | LMP1      | 8  | Toyota Gazoo Racing   | Sébastien Buemi Nakadzsima Kazuki Brendon Hartley       | Toyota 2.4L Turbo V6         | M       | 129   | +1,901         |
| 3[1] | LMP1      | 3  | Rebellion Racing      | Nathanaël Berthon Pipo Derani Loïc Duval                | Rebellion R13                | M       | 128   | +1 kör         |
| 3[1] | LMP1      | 3  | Rebellion Racing      | Nathanaël Berthon Pipo Derani Loïc Duval                | Gibson GL458 4.5 L V8        | M       | 128   | +1 kör         |
| 4    | LMP1      | 5  | Team LNT              | Charlie Robertson Ben Hanley Jegor Orudzsev             | Ginetta G60-LT-P1            | M       | 124   | +5 kör         |
| 4    | LMP1      | 5  | Team LNT              | Charlie Robertson Ben Hanley Jegor Orudzsev             | AER P60C 2.4 L Turbo V6      | M       | 124   | +5 kör         |
| 5    | LMP2      | 42 | Cool Racing           | Nicolas Lapierre Antonin Borga                          | Oreca 07                     | M       | 124   | +5 kör         |
| 5    | LMP2      | 42 | Cool Racing           | Nicolas Lapierre Antonin Borga                          | Gibson GK428 4.2 L V8        | M       | 124   | +5 kör         |
| 6    | LMP2      | 36 | Signatech Alpine ELF  | Thomas Laurent André Negrão Pierre Ragues               | Oreca 07                     | M       | 124   | +5 kör         |
| 6    | LMP2      | 36 | Signatech Alpine ELF  | Thomas Laurent André Negrão Pierre Ragues               | Gibson GK428 4.2 L V8        | M       | 124   | +5 kör         |
| 7    | LMP2      | 29 | Racing Team Nederland | Giedo van der Garde Frits van Eerd Job van Uitert       | Oreca 07                     | M       | 124   | +5 kör         |
| 7    | LMP2      | 29 | Racing Team Nederland | Giedo van der Garde Frits van Eerd Job van Uitert       | Gibson GK428 4.2 L V8        | M       | 124   | +5 kör         |
| 8    | LMP2      | 37 | Jackie Chan DC Racing | Ho-Pin Tung Gabriel Aubry Will Stevens                  | Oreca 07                     | G       | 124   | +5 kör         |
| 8    | LMP2      | 37 | Jackie Chan DC Racing | Ho-Pin Tung Gabriel Aubry Will Stevens                  | Gibson GK428 4.2 L V8        | G       | 124   | +5 kör         |
| 9    | LMP2      | 38 | Jota Sport            | António Félix da Costa Roberto González                 | Oreca 07                     | G       | 124   | +5 kör         |
| 9    | LMP2      | 38 | Jota Sport            | António Félix da Costa Roberto González                 | Gibson GK428 4.2 L V8        | G       | 124   | +5 kör         |
| 10   | LMP1      | 1  | Rebellion Racing      | Bruno Senna Gustavo Menezes Norman Nato                 | Rebellion R13                | M       | 123   | +6 kör         |
| 10   | LMP1      | 1  | Rebellion Racing      | Bruno Senna Gustavo Menezes Norman Nato                 | Gibson GL458 4.5 L V8        | M       | 123   | +6 kör         |
| 11   | LMP2      | 47 | Cetilar Racing        | Andrea Belicchi Roberto Lacorte Giorgio Sernagiotto     | Dallara P217                 | M       | 122   | +7 kör         |
| 11   | LMP2      | 47 | Cetilar Racing        | Andrea Belicchi Roberto Lacorte Giorgio Sernagiotto     | Gibson GK428 4.2 L V8        | M       | 122   | +7 kör         |
| 12   | LMP2      | 33 | High Class Racing     | Anders Fjordbach Mark Patterson Jamasita Kenta          | Oreca 07                     | G       | 122   | +7 kör         |
| 12   | LMP2      | 33 | High Class Racing     | Anders Fjordbach Mark Patterson Jamasita Kenta          | Gibson GK428 4.2 L V8        | G       | 122   | +7 kör         |
| 13   | LMGTE Pro | 91 | Porsche GT Team       | Gianmaria Bruni Richard Lietz                           | Porsche 911 RSR-19           | M       | 115   | +14 kör        |
| 13   | LMGTE Pro | 91 | Porsche GT Team       | Gianmaria Bruni Richard Lietz                           | Porsche 4.2L Flat-Six        | M       | 115   | +14 kör        |
| 14   | LMGTE Pro | 92 | Porsche GT Team       | Michael Christensen Kévin Estre                         | Porsche 911 RSR-19           | M       | 115   | +14 kör        |
| 14   | LMGTE Pro | 92 | Porsche GT Team       | Michael Christensen Kévin Estre                         | Porsche 4.2L Flat-Six        | M       | 115   | +14 kör        |
| 15   | LMGTE Pro | 97 | Aston Martin Racing   | Alex Lynn Maxime Martin                                 | Aston Martin Vantage AMR GTE | M       | 115   | +14 kör        |
| 15   | LMGTE Pro | 97 | Aston Martin Racing   | Alex Lynn Maxime Martin                                 | Aston Martin 4.0L Turbo V8   | M       | 115   | +14 kör        |
| 16   | LMGTE Pro | 51 | AF Corse              | James Calado Alessandro Pier Guidi                      | Ferrari 488 GTE EVO          | M       | 115   | +14 kör        |
| 16   | LMGTE Pro | 51 | AF Corse              | James Calado Alessandro Pier Guidi                      | Ferrari F154CB 4.0L Turbo V8 | M       | 115   | +14 kör        |
| 17   | LMGTE Pro | 95 | Aston Martin Racing   | Marco Sørensen Nicki Thiim                              | Aston Martin Vantage AMR GTE | M       | 114   | +15 kör        |
| 17   | LMGTE Pro | 95 | Aston Martin Racing   | Marco Sørensen Nicki Thiim                              | Aston Martin 4.0L Turbo V8   | M       | 114   | +15 kör        |
| 18   | LMGTE Am  | 83 | AF Corse              | Emmanuel Collard Nicklas Nielsen François Perrodo       | Ferrari 488 GTE EVO          | M       | 114   | +15 kör        |
| 18   | LMGTE Am  | 83 | AF Corse              | Emmanuel Collard Nicklas Nielsen François Perrodo       | Ferrari F154CB 4.0L Turbo V8 | M       | 114   | +15 kör        |
| 19   | LMGTE Am  | 98 | Aston Martin Racing   | Paul Dalla Lana Ross Gunn Darren Turner                 | Aston Martin Vantage AMR GTE | M       | 113   | +15 kör        |
| 19   | LMGTE Am  | 98 | Aston Martin Racing   | Paul Dalla Lana Ross Gunn Darren Turner                 | Aston Martin 4.0L Turbo V8   | M       | 113   | +15 kör        |
| 20   | LMGTE Am  | 70 | MR Racing             | Olivier Beretta Kozzolino Kei Isikava Motoaki           | Ferrari 488 GTE EVO          | M       | 113   | +16 kör        |
| 20   | LMGTE Am  | 70 | MR Racing             | Olivier Beretta Kozzolino Kei Isikava Motoaki           | Ferrari F154CB 4.0L Turbo V  | M       | 113   | +16 kör        |
| 21   | LMGTE Am  | 86 | Gulf Racing           | Ben Barker Michael Wainwright Andrew Watson             | Porsche 911 RSR              | M       | 113   | +16 kör        |
| 21   | LMGTE Am  | 86 | Gulf Racing           | Ben Barker Michael Wainwright Andrew Watson             | Porsche 4.0L Flat 6          | M       | 113   | +16 kör        |
| 22   | LMGTE Am  | 77 | Dempsey-Proton Racing | Matt Campbell Riccardo Pera Christian Ried              | Porsche 911 RSR              | M       | 113   | +16 kör        |
| 22   | LMGTE Am  | 77 | Dempsey-Proton Racing | Matt Campbell Riccardo Pera Christian Ried              | Porsche 4.0L Flat 6          | M       | 113   | +16 kör        |
| 23   | LMGTE Am  | 56 | Team Project 1        | Matteo Cairoli David Kolkmann Egidio Perfetti           | Porsche 911 RSR              | M       | 113   | +16 kör        |
| 23   | LMGTE Am  | 56 | Team Project 1        | Matteo Cairoli David Kolkmann Egidio Perfetti           | Porsche 4.0L Flat 6          | M       | 113   | +16 kör        |
| 24   | LMGTE Am  | 90 | TF Sport              | Jonathan Adam Charlie Eastwood Salih Yoluç              | Aston Martin Vantage AMR GTE | M       | 113   | +16 kör        |
| 24   | LMGTE Am  | 90 | TF Sport              | Jonathan Adam Charlie Eastwood Salih Yoluç              | Aston Martin 4.0L Turbo V8   | M       | 113   | +16 kör        |
| 25   | LMGTE Am  | 62 | Red River Sport       | Bonamy Grimes Charles Hollings Johnny Mowlem            | Ferrari 488 GTE EVO          | M       | 113   | +16 kör        |
| 25   | LMGTE Am  | 62 | Red River Sport       | Bonamy Grimes Charles Hollings Johnny Mowlem            | Ferrari 4.0L Turbo V8        | M       | 113   | +16 kör        |
| 26   | LMGTE Am  | 54 | AF Corse              | Francesco Castellacci Giancarlo Fisichella Thomas Flohr | Ferrari 488 GTE EVO          | M       | 113   | +16 kör        |
| 26   | LMGTE Am  | 54 | AF Corse              | Francesco Castellacci Giancarlo Fisichella Thomas Flohr | Ferrari 4.0L Turbo V8        | M       | 113   | +16 kör        |
| 27   | LMGTE Am  | 57 | Team Project 1        | Jeroen Bleekemolen Felipe Fraga Ben Keating             | Porsche 911 RSR              | M       | 112   | +17 kör        |
| 27   | LMGTE Am  | 57 | Team Project 1        | Jeroen Bleekemolen Felipe Fraga Ben Keating             | Porsche 4.0L Flat 6          | M       | 112   | +17 kör        |
| 28   | LMP1      | 6  | Team LNT              | Oliver Jarvis Michael Simpson Guy Smith                 | Ginetta G60-LT-P1            | M       | 112   | +17 kör        |
| 28   | LMP1      | 6  | Team LNT              | Oliver Jarvis Michael Simpson Guy Smith                 | AER P60C 2.4 L Turbo V6      | M       | 112   | +17 kör        |
| 29   | LMGTE Am  | 88 | Dempsey-Proton Racing | Thomas Preining Gianluca Giraudi Ricardo Sanchez        | Porsche 911 RSR              | M       | 111   | +18 kör        |
| 29   | LMGTE Am  | 88 | Dempsey-Proton Racing | Thomas Preining Gianluca Giraudi Ricardo Sanchez        | Porsche 4.0L Flat 6          | M       | 111   | +18 kör        |
| Ki   | LMGTE Pro | 71 | AF Corse              | Davide Rigon Miguel Molina                              | Ferrari 488 GTE EVO          | M       | 54    | Ütközés        |
| Ki   | LMGTE Pro | 71 | AF Corse              | Davide Rigon Miguel Molina                              | Ferrari 4.0L Turbo V8        | M       | 54    | Ütközés        |
| Ki   | LMP2      | 22 | United Autosports     | Filipe Albuquerque Philip Hanson Paul di Resta          | Oreca 07                     | M       | 2     | Elektronika    |
| Ki   | LMP2      | 22 | United Autosports     | Filipe Albuquerque Philip Hanson Paul di Resta          | Gibson GK428 4.2 L V8        | M       | 2     | Elektronika    |

Megjegyzések:
- ↑ 1:  - A #3-as rajtszámú Rebellion csak úgynevezett "szabadkártyával" indult, ezért a 3. helyért járó pontokat a mögöttük célba érő #5-ös Team LNT alakulata kapta meg.

## A világbajnokság állása a verseny után
LMP1 (Teljes táblázat)
| H  | Versenyzők                                        | Pont | H  | Konstruktőrök       | Pont |
| -- | ------------------------------------------------- | ---- | -- | ------------------- | ---- |
| 1. | Mike Conway Kobajasi Kamui José María López       | 26   | 1. | Toyota Gazoo Racing | 26   |
| 2. | Sébastien Buemi Nakadzsima Kazuki Brendon Hartley | 18   | 2. | Team LNT            | 18   |
| 3. | Nathanaël Berthon Pipo Derani Loïc Duval          | 15   | 3. | Rebellion Racing    | 2    |
| 4. | Charlie Robertson Ben Hanley Jegor Orudzsev       | 12   |    |                     |      |
| 5. | Bruno Senna Gustavo Menezes Norman Nato           | 10   |    |                     |      |

LMP2 (Teljes táblázat)
| H  | Versenyzők                                        | Pont | H  | Konstruktőrök         | Pont |
| -- | ------------------------------------------------- | ---- | -- | --------------------- | ---- |
| 1. | Nicolas Lapierre Antonin Borga                    | 25   | 1. | Cool Racing           | 25   |
| 2. | Thomas Laurent André Negrão Pierre Ragues         | 18   | 2. | Signatech Alpine Elf  | 18   |
| 3. | Giedo van der Garde Frits van Eerd Job van Uitert | 15   | 3. | Racing Team Nederland | 15   |
| 4. | Ho-Pin Tung Gabriel Aubry Will Stevens            | 12   | 4. | Jackie Chan DC Racing | 12   |
| 5. | António Félix da Costa Roberto González           | 10   | 5. | Jota Sport            | 10   |

LMGTE Pro (Teljes táblázat)
| H  | Versenyzők                         | Pont | H  | Konstruktőrök | Pont |
| -- | ---------------------------------- | ---- | -- | ------------- | ---- |
| 1. | Gianmaria Bruni Richard Lietz      | 25   | 1. | Porsche       | 43   |
| 2. | Michael Christensen Kévin Estre    | 18   | 2. | Aston Martin  | 25   |
| 3. | Alex Lynn Maxime Martin            | 15   | 3. | Ferrari       | 21   |
| 4. | James Calado Alessandro Pier Guidi | 12   |    |               |      |
| 5. | Marco Sørensen Nicki Thiim         | 10   |    |               |      |

LMGTE Am (Teljes táblázat)
| H  | Versenyzők                                        | Pont | H  | Konstruktőrök         | Pont |
| -- | ------------------------------------------------- | ---- | -- | --------------------- | ---- |
| 1. | Emmanuel Collard Nicklas Nielsen François Perrodo | 25   | 1. | AF Corse              | 25   |
| 2. | Paul Dalla Lana Ross Gunn Darren Turner           | 18   | 2. | Aston Martin Racing   | 18   |
| 3. | Olivier Beretta Kozzolino Kei Isikava Motoaki     | 15   | 3. | MR Racing             | 15   |
| 4. | Ben Barker Michael Wainwright Andrew Watson       | 12   | 4. | Gulf Racing           | 12   |
| 5. | Matt Campbell Riccardo Pera Christian Ried        | 10   | 5. | Dempsey-Proton Racing | 10   |

- Jegyzet: Csak az első 5 helyezett van feltüntetve minden táblázatban.